# 患者療養班
患者療養班（かんじゃりょうようはん）は、大日本帝国陸軍において陸軍演習令による演習の際に、必要に応じて臨時に編成される療養班である。
陸軍演習令による演習はすなわち、秋季演習、師団対抗演習、特別大演習などである。
通常、1個師団に第一、第二の2班があり、一班は2分可能なように編成された。
班長は三等軍医正または一等軍医で、ほかに若干の軍医、看護長、看護兵その他所要人員から成り、衛生材料は薬剤行李、担架、毛布その他必要品を携行した。
班のおもな目的は演習部隊の重症者で部隊の治療に適さない者または部隊とともに行動することができない患者を収療することである。
常に各部隊と連繋して行軍中はその落伍者を収容し、あるいは所命の地点に開設して、各部隊から送班された患者を収療し、できるだけ班内で治癒させ、原隊に復帰させる。
演習中、治癒の見込みの無い患者は必要な治療を加えたのち、屯営に帰還させ、または付近の陸軍病院または所属部隊所在地の衛戍病院に送院する。
患者療養班は赤十字旗をたて、夜間はさらに紅灯を掲げて標識にし、主要交通路には標示をし、位置を明らかにする。
職員は赤十字臂章のほか、その上部に幅3cmくらいの黄布を纏した。